# Kommet Ihr Hirten
Kommet Ihr Hirten (Podejdźcie pasterze) – niemiecka kolęda z XIX wieku. 
Autorem tekstu był lipski kapelmistrz Karl Riedel, który w 1870 roku napisał słowa do staroczeskiej melodii bożonarodzeniowej. Melodia pochodziła z okolic miasta Ołomuniec.

## tekst niemiecki Karla Riedela
Kommet, ihr Hirten,
Ihr Männer und Fraun!
Kommet, das liebliche
Kindlein zu schaun!
Christus, der Herr,
Ist heute geboren,
Den Gott zum Heiland
Euch hat erkoren.
|: Fürchtet euch nicht! :|
Lasset uns sehen
In Bethlehems Stall,
Was uns verheißen
Der himmlische Schall!
Was wir dort finden,
Lasset uns künden,
Lasset uns preisen
In frommen Weisen.
|: Allelujah! :|
Wahrlich, die Engel
Verkündigen heut
Bethlehems Hirtenvolk
Gar große Freud:
Nun soll es werden
Frieden auf Erden,
Den Menschen allen
Ein Wohlgefallen.
|: Ehre sei Gott! :|